# Francis Bacon (pittore)
Francis Bacon (Dublino, 28 ottobre 1909 – Madrid, 28 aprile 1992) è stato un pittore irlandese.
È noto per le sue immagini crude e inquietanti. Focalizzati sulla forma umana, i suoi soggetti includevano generalmente crocifissioni, ritratti di papi, autoritratti e ritratti di amici intimi, con figure astratte a volte isolate in strutture geometriche. Rifiutando varie classificazioni delle sue opere, Bacon affermò che si sforzava di rendere "la brutalità dei fatti". Divenne noto come uno dei giganti dell'arte contemporanea grazie al suo stile caratteristico.
Bacon diceva di vedere immagini "in serie", e la sua produzione, che conta circa 590 dipinti esistenti insieme a molti altri che ha distrutto, è tipicamente incentrata su un singolo soggetto per periodi prolungati, spesso in formato trittico o dittico. Essa può essere ampiamente descritta come sequenze o variazioni su singoli motivi: le Furie negli anni trenta, le teste maschili isolate in stanze o strutture geometriche degli anni quaranta, i "papi urlanti" degli anni cinquanta, gli animali e le figure solitarie della metà degli anni cinquanta, le crocifissioni dei primi anni sessanta, ritratti di amici fino alla fine degli anni sessanta, autoritratti degli anni settanta e dipinti degli anni ottanta più tecnici e più interessanti.
Bacon iniziò a dipingere solo dopo i trent'anni, dopo aver vissuto tra la fine degli anni venti e l'inizio degli anni trenta come decoratore d'interni, bon vivant e giocatore d'azzardo. Egli affermò che la sua carriera artistica era stata ritardata perché aveva passato troppo tempo alla ricerca di argomenti che potessero sostenere il suo interesse. La sua svolta arrivò con il trittico del 1944 Tre studi per figure ai piedi di una crocifissione, che sigillò la sua reputazione di testimone unicamente desolante della condizione umana. Dalla metà degli anni sessanta produsse principalmente ritratti di amici e compagni di bevute, sotto forma di pannelli singoli, dittici o trittici. Dopo il suicidio del suo amante George Dyer nel 1971 (ricordato nei suoi The Black Triptychs e in una serie di ritratti postumi) la sua arte divenne più cupa, interiore e timorosa del passare del tempo e della morte. Il culmine del suo periodo successivo è segnato dai capolavori Study for Self-Portrait (1982) e Study for a Self-Portrait - Triptych, 1985-86.
Nonostante la sua visione esistenzialista e cupa, Bacon era carismatico, articolato e colto. Da bon vivant, ha trascorso la sua mezza età mangiando, bevendo e giocando d'azzardo a Soho con amici che la pensavano allo stesso modo, tra cui Lucian Freud (anche se litigarono a metà degli anni settanta, per ragioni che nessuno dei due ha mai spiegato), John Deakin, Muriel Belcher, Henrietta Moraes, Daniel Farson, Tom Baker e Jeffrey Bernard. Dopo il suicidio di Dyer si allontanò da questo circolo, e stabilì una relazione platonica e paternalistica con il suo futuro erede, John Edwards.
Dalla sua morte, la reputazione di Bacon è cresciuta costantemente e il suo lavoro è tra i più acclamati, costosi e ricercati sul mercato dell'arte. Alla fine degli anni novanta un certo numero di opere importanti, precedentemente ritenute distrutte, tra cui papi dei primi anni cinquanta e ritratti degli anni sessanta, riemersero per stabilire prezzi record alle aste.

## Biografia

### 1909-1926

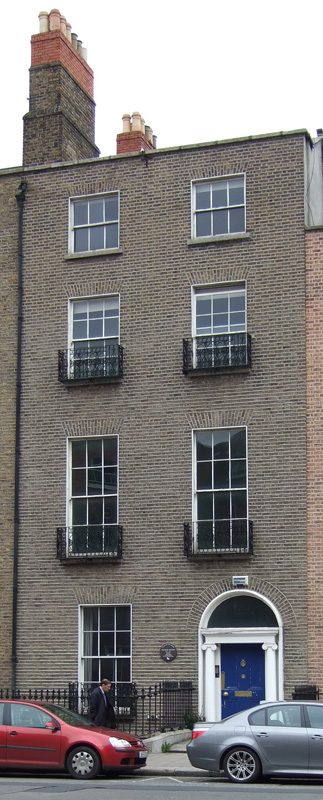
La casa natale di Francis Bacon, al 63 di Baggot Street, a Dublino.

Secondogenito di Anthony Edward Mortimer Bacon (1870-1940) e Christina Winifred Loxley Firth (1884-1971), aveva un fratello maggiore, Harley, e uno minore, Edward, entrambi scomparsi in giovane età, e due sorelle minori, Ianthe e Winifred.
Il padre discendeva da una famiglia che vantava nobili origini, imparentata forse con il filosofo Francis Bacon, noto in Italia come Francesco Bacone. Era un uomo iracondo e tirannico, capitano della fanteria leggera dell'esercito britannico in pensione nonché veterano della seconda guerra boera (1899-1902). La madre proveniva invece da una facoltosa famiglia di Sheffield che aveva fatto fortuna commerciando acciaio e carbone. Nel 1903, la famiglia si trasferì a Connycourt House, nella contea di Kildare. La grande casa con 18 stanze e provvista di ampie scuderie ospitava, oltre alla famiglia Bacon, cinque domestici e una ventina di altre persone fra stallieri e lavoratori vari.
Francis ereditò dal nonno materno una grave forma di asma cronica che lo costringeva ad assumere morfina e a stare alla larga da cani e cavalli, cosa che lo sminuiva agli occhi del padre, grande appassionato di caccia e sport all'aria aperta. Instaurò un rapporto molto profondo con la nonna materna, donna vitale con cui trascorse buona parte dell'infanzia a Farmleigh, vicino alla città settecentesca di Abbeyleix, nel sud-est dell'Irlanda. I Bacon si trasferirono a Londra durante la prima guerra mondiale per obblighi militari del capofamiglia, in servizio al British War Office.
A causa dei forti attacchi d'asma che lo costringevano a letto per giorni, Francis non frequentava la scuola regolarmente, e i genitori decisero di affidare la sua istruzione a un sacerdote, che però non lasciò tracce rilevanti sulla sua formazione. Nel 1924 fu mandato in collegio nella Dean Close School di Cheltenham, dove rimarrà fino al 1926. Questo periodo lo avviò alla propria educazione sentimentale: già all'età di quindici anni, Francis era consapevole della propria omosessualità, cosa che gli procurò forti contrasti con il padre, che vedeva inoltre la sua manifesta intenzione di dedicarsi all'arte come una pericolosa decadenza di costumi che lo avrebbe condotto alla povertà. Le continue liti e l'atteggiamento sempre più ambiguo e femmineo del figlio, spinsero il padre a cacciarlo di casa.

### 1926-1927
Nell'ottobre del 1926 si trasferì a Londra, dove vivevano molti parenti della madre, che lo aiutavano a coprire le spese di prima necessità. La grande città appariva come un mondo libero e ricco di stimoli ad un ragazzo cresciuto nella rigida Irlanda, e Bacon si inserì presto nel circolo degli omosessuali londinesi. Gli eccentrici omosessuali che nei primi anni venti gravitavano attorno alle figure degli scrittori Harold Acton e Brian Howard avevano una forte influenza sugli atteggiamenti artistici e morali dell'epoca, ma bisogna sempre ricordare che l'omosessualità era ancora un crimine nel Regno Unito e non poteva essere manifestata liberamente.
In questo periodo svolse una serie di lavori, tra cui stenografo, commesso centralinista in un negozio di abiti femminili all'ingrosso a Soho e domestico-cuoco, mentre continuava la sua auto-formazione culturale leggendo Nietzsche.

### Londra, Berlino e Parigi

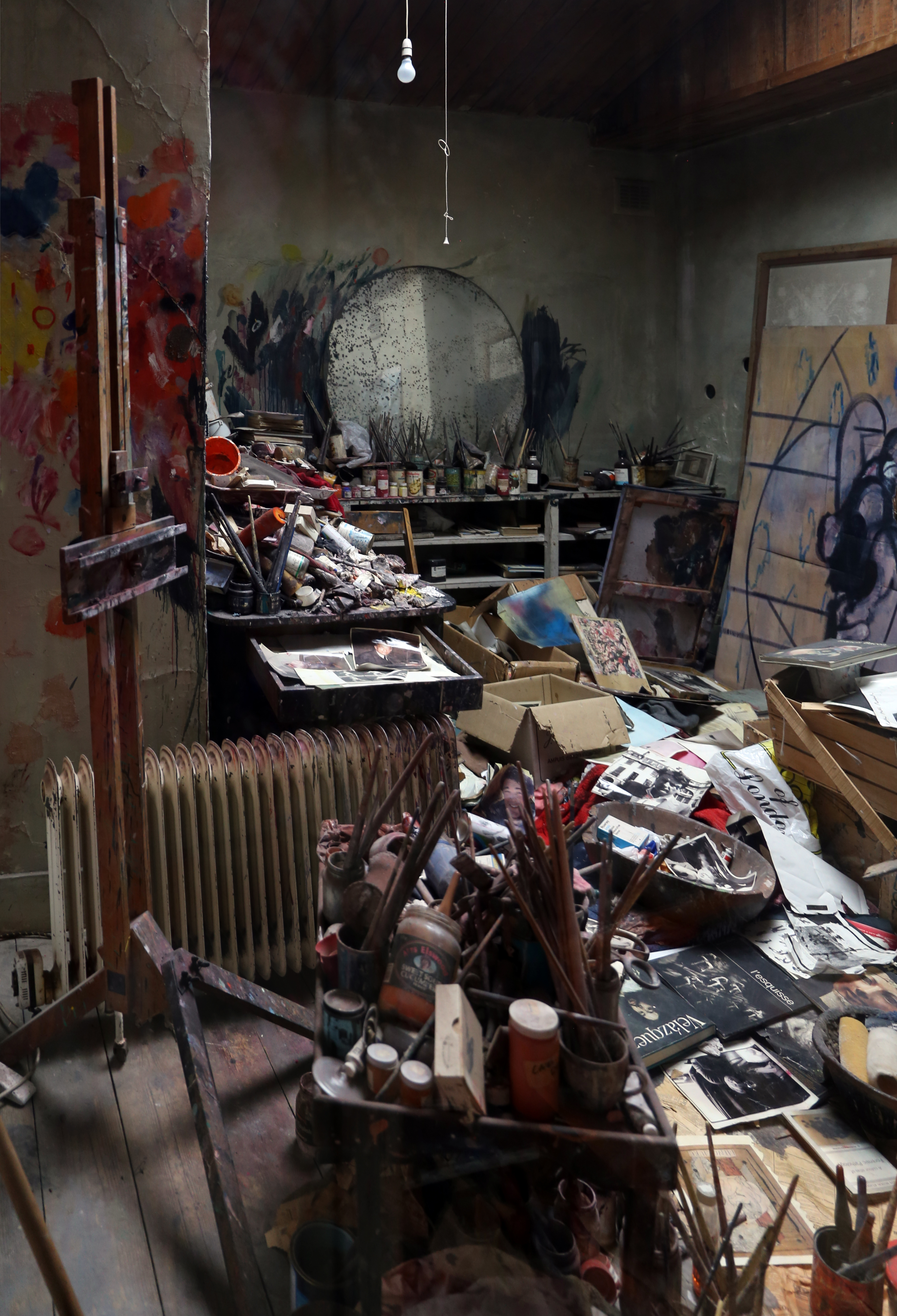
Lo studio londinese di Francis Bacon, usato dal 1961 al 1992 e oggi trasportato alla Hugh Lane City Art Gallery di Dublino

Sua cugina Diane Watson suggerì che il diciassettenne Francis prendesse lezioni di disegno alla scuola d'arte San Martin. Nel frattempo, Bacon cominciò a trarre vantaggio economico dalla propria omosessualità concedendosi a uomini ricchi. Con uno di questi, un ex compagno d'arme di suo padre, trascorse due mesi nel 1927.
Successivamente si trasferì a Parigi per un anno e mezzo, imparando la lingua francese grazie alla pianista-cantante Yvonne Bocquentin nella sua casa presso Chantilly. Nel Museo Condé rimase impressionato dall'espressione di dolore nella Strage degli innocenti di Nicolas Poussin. Nell'estate del 1927 vide una mostra di Picasso nella Galleria Paul Rosenberg a Parigi, che lo ispirò a disegnare e dipingere. Prese il treno circa cinque volte a settimana per visitare la mostra e spesso tornava con disegni ed acquerelli d'ispirazione cubista.
Nel tardo 1928 tornò a Londra e cominciò a lavorare come interior designer. Prese un garage a South Kensington e lo convertì in studio, condividendo il piano superiore con Eric Alden, il suo primo collezionista, e Jessie Lightfoot, la badante di Bacon.
Nel 1929 conobbe Geoffrey Gilbey, un corrispondente del Daily Express e per qualche tempo lavorò come suo segretario. Grazie a conoscenze traverse, divenne anche designer d'interni di Douglas Cooper tra i più noti collezionisti di arte moderna di tutta l'Inghilterra. Poco dopo conobbe Eric Hall, che divenne suo amante e protettore.

### La prima esposizione
La prima esposizione personale nel suo nuovo studio a Queensberry Mews, nell'inverno del 1929, era fatta di stracci, mobilia di Bacon, e alcuni dipinti, tra cui Painted screen (c.1929 - 1930) e Watercolour (1929), entrambi comprati da Alden. Sydney Butler, figlia di Samuel Courtauld, commissionò un tavolo di vetro e acciaio ed una serie di sgabelli per il salotto della sua casa di Smith Square.
Nel numero dell'agosto 1930 di The Studio, un articolo di due pagine intitolato The 1930 Look in British Decoration mostrava i suoi lavori, inclusi un grande specchio tondo, stracci e mobilia in acciaio tubolare e vetro influenzata dall'International Style, da Marcel Breuer, Le Corbusier, Charlotte Perriand e Eileen Gray.
Di ritorno a Londra, dopo un periodo in Germania nel 1930, Bacon affittò con Hall il piano terra di Cromwell Place 7, a South Kensington, che era stata la casa e lo studio di John Everett Millais. Per trarne profitto, i due organizzavano anche serate dedicate al gioco d'azzardo con una roulette.
Ora sede dell'Art Fund, la casa Millais è a pochi passi dal Victoria and Albert Museum, dove è esposta la collezione nazionale dei lavori di John Constable, i cui dipinti e schizzi ad olio vennero molto ammirati da Bacon. In questo museo, Bacon scoprirà e studierà le fotografie di Eadweard Muybridge. La mostra Recent Paintings by Francis Bacon, Frances Hodgkins, Matthew Smith, Henry Moore and Graham Sutherland del 1945 alla galleria Lefevre, espone due dipinti di Bacon, Three Studies for Figures at the Base of a Crucifixion (1944) e Figure in a Landscape (1945).

### Tre studi di Lucian Freud
Nel novembre 2013 il suo trittico dal titolo Three Studies of Lucian Freud realizzato nel 1969 è stato venduto in un'asta di Christie's a New York per la cifra record di 142,4 milioni di dollari, divenendo il quadro più pagato fino a quel momento.

## Film e documentari
- documentario Francis Bacon di David Hinton (1988)
- lungometraggio Love is the Devil di John Maybury (1998)